# Catenicella marceli
Catenicella marceli är en mossdjursart som beskrevs av Gluhak, Lewis och Popijak 2007. Catenicella marceli ingår i släktet Catenicella och familjen Catenicellidae. Inga underarter finns listade i Catalogue of Life.